# Grande Polo Patriottico
Il Grande Polo Patriottico Simón Bolívar (in spagnolo Gran Polo Patriótico Simón Bolívar, GPPSB) o semplicemente Grande Polo Patriottico (GPP), è una coalizione di partiti venezuelani fondata nel 2011 a supporto della rielezione di Hugo Chávez alle elezioni del 2012. La federazione, che "unisce formalmente 35.000 movimenti e collettivi venezuelani", è guidata dal Partito Socialista Unito di Nicolás Maduro.

## Partiti membri
| Partito                                | Sigla   | Ideologia principale            | Seggi all'Assemblea nazionale |
| -------------------------------------- | ------- | ------------------------------- | ----------------------------- |
| Partito Socialista Unito del Venezuela | PSUV    | Socialismo del XXI secolo       | 219 / 277                     |
| Patria Para Todos                      | PPT     | Socialismo libertario           | 8 / 277                       |
| Tupamaro                               | MRT     | Marxismo-Leninismo              | 7 / 277                       |
| Movimento Siamo il Venezuela           | MSV     | Nazionalismo di sinistra        | 5 / 277                       |
| Per la Democrazia Sociale              | PODEMOS | Socialismo democratico          | 4 / 277                       |
| Movimiento Electoral del Pueblo        | MEP     | Anti imperialismo               | 3 / 277                       |
| Alleanza per il Cambiamento            | APC     | Socialdemocrazia                | 3 / 277                       |
| Unità Popolare Venezuelana             | UPV     | Anti imperialismo               | 2 / 277                       |
| Organizzazione Rinnovatrice Autentica  | ORA     | Socialismo cristiano evangelico | 2 / 277                       |

Della coalizione fanno parte altri partiti e associazioni che attualmente non hanno rappresentanza parlamentare.